# Eliana de Lima
Eliana Maria de Lima (São Paulo, 19 de setembro de 1961)é uma consagrada cantora e compositora brasileira, que começou sua carreira no Carnaval de São Paulo.
Foi puxadora de diversas escolas de samba e, inclusive, fez um dueto inesquecível com o mestre Jamelão. Mas foi em 1991, com a canção Desejo de Amar, eternizada com o verso undererê que sua carreira decolou, e ela acabou conquistando todo o Brasil. Tem no currículo dez discos e vendeu mais de dois milhões de cópias, que lhe renderam três discos de ouro e dois de platina duplo. Participou dos principais programas de televisão e até foi chamada de A Rainha do Pagode.
Dentre sua trajetória no Carnaval paulistano destaca-se sua passagem pelas escolas de samba Unidos do Peruche e Leandro de Itaquera, onde os sambas cantados eram aclamados pela arquibancada. Os Sambas Filhos de Mãe Preta (Unidos do Peruche 1988) e Babalotim - A História dos Afoxés (Leandro de Itaquera 1989) são os mais conhecidos. No final de 2007, participou de uma edição do programa Qual é a música?, apresentado por Sílvio Santos. Em 2013 a música "A Xepa" vira tema de abertura da novela Dona Xepa (2013) da Rede Record. Em 2015, entra para o reality Além do Peso do programa Hoje Em Dia Da Rede Record sendo a segunda eliminada da atração.
Lançou seus discos através de diversas gravadoras, sendo elas respectivamente: GEL Continental., JWC Discos e RGE Discos na década de 80 e 90, além de participações nos LPs carnavalescos, que continham os sambas-enredo das escolas de samba de cada ano correspondente. A cantora também lançou CDs ainda pela RGE Discos e também pelas gravadoras Paradoxx Music, Massa Records e Zaid Records. Sua última música lançada foi "Golpe Baixo" em 2022, de forma independente.

## Álbuns
- 1986: Fogueira de Não Se Apagar
- 1991: Fala de Amor
- 1992: Caminhos da Ilusão
- 1993: Drink de Amor
- 1994: Eliana de Lima
- 1995: Eliana de Lima
- 1996: Eliana de Lima
- 1997: Ao Vivo
- 1998: Eliana de Lima
- 1999: Vou Viver a Vida
- 2000: Ao Vivo 2
- 2005: Sentimento de Mulher Ao Vivo
- 2007: Estou Assim
- 2013: Sentimento de Mulher